# Studebaker National Museum
Lo Studebaker National Museum è un museo a South Bend nell'Indiana, Stati Uniti d'America, che espone automobili, carri, carrozze e veicoli militari costruiti dalla Studebaker, ed altri aspetti della storia degli Stati Uniti d'America.

## Il museo

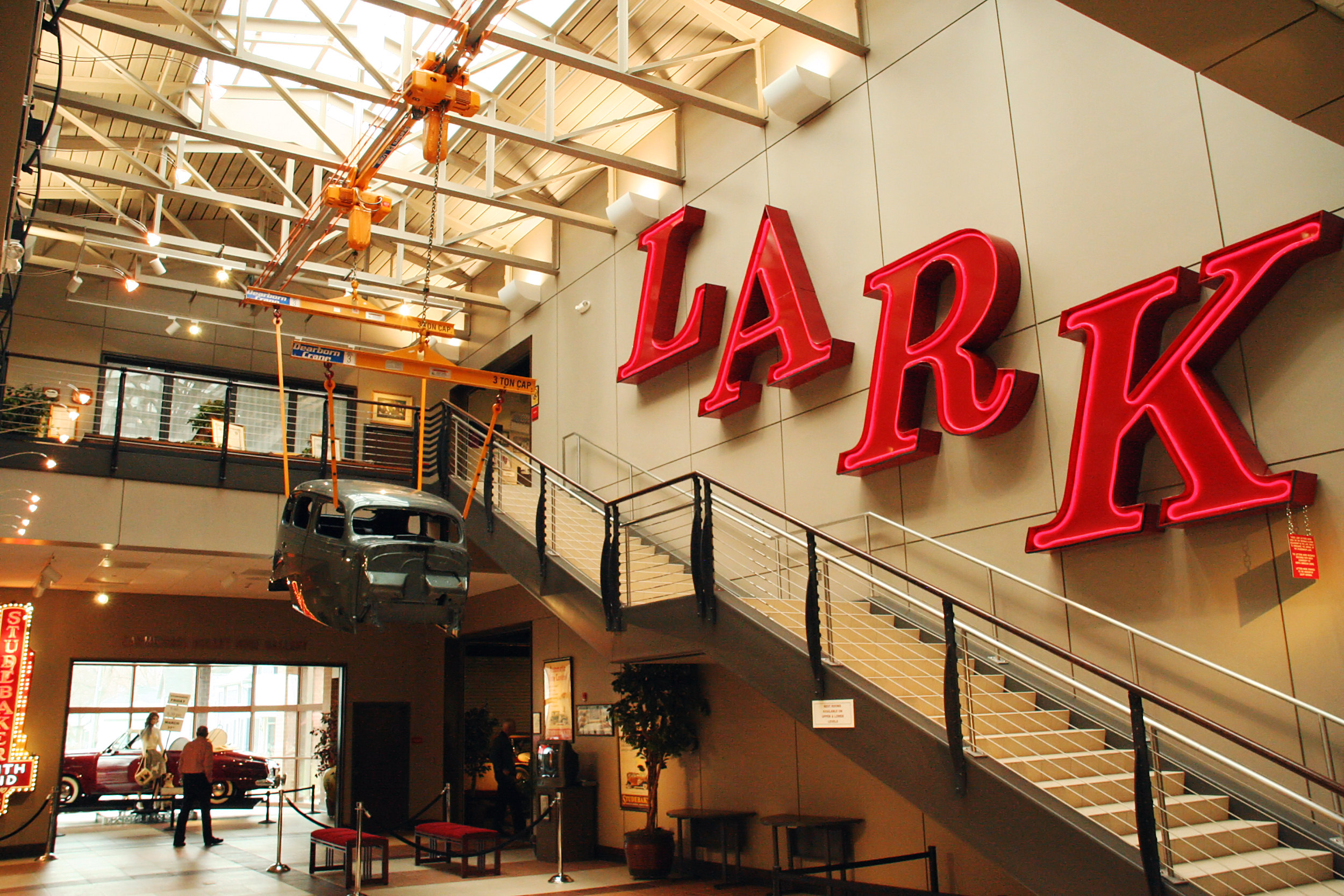
Alcuni interni del museo

Lo Studebaker National Museum è connesso, e divide un'entrata, con il Northern Indiana Center for History. I visitatori possono acquistare un biglietto per visitare uno o entrambi musei.
Il museo è organizzato in tre livelli. Quello principale mostra la storia della Studebaker e i veicoli costruiti tra la fine del XIX secolo al 1934. Al piano superiore sono esposte vetture dal 1934 in avanti, mentre al piano inferiore sono mostrati veicoli militari.

## La collezione

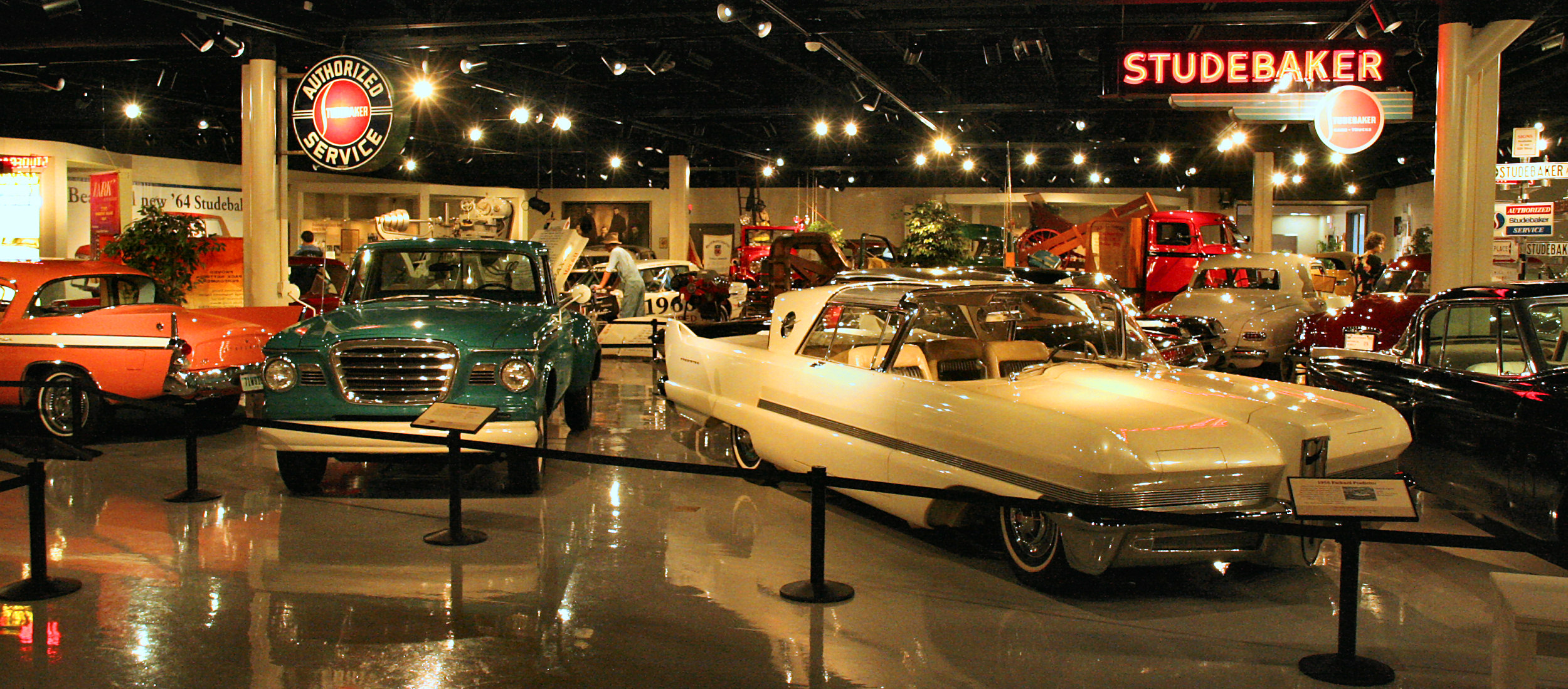
Il piano superiore del museo, con i veicoli prodotti dal 1934

La maggior parte della collezione del museo è una raccolta di autovetture che hanno fatto la storia della Studebaker, sebbene ancora oggi c'è un incremento periodico di nuovi esemplari acquisiti dal museo. Esso include più di 70 veicoli e numerose fotografie, oltre ad un vasto archivio di foto e documenti non esposti al pubblico.
Sebbene la collezione è focalizzata sulle vetture, sulle carrozze, sui carri, sugli autocarri e sui veicoli militari prodotti dalla Studebaker, la raccolta include anche una varietà di altri veicoli prodotti localmente.

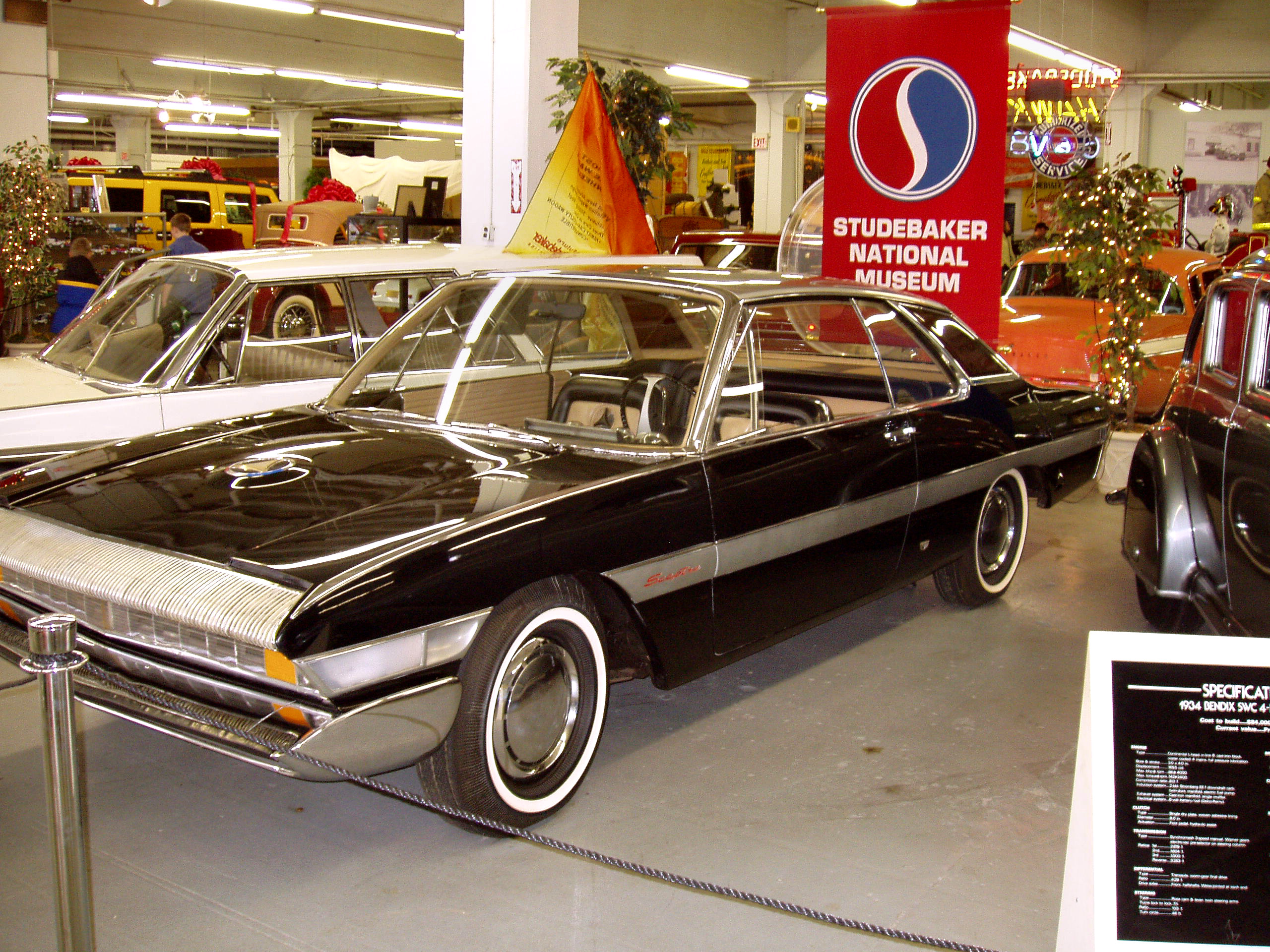
La Studebaker Sceptre, concept car degli anni sessanta

Tra gli esemplari collezionati ci sono:
- Una vasta raccolta dei veicoli di produzione della Studebaker, oltre a molte concept car;
- Alcune vetture e concept car della Packard, costruite all'epoca dell'unione della Studebaker con la Packard;
- La carrozza usata dal Presidente Abramo Lincoln, oltre a molte altre carrozze di altri Presidenti degli Stati Uniti e dignitari;
- Una carrozza Conestoga, usata dai pionieri durante la migrazione verso ovest;
- Una Studebaker Electric del 1902;
- Veicoli militari costruiti durante la prima e seconda guerra mondiale;
- Alcuni modelli Hummer incluso l'HUMMWV, che fu fabbricato dalla AM General di South Bend in un impianto a Mishawaka;
- Una Studebaker Champion con vernice speciale usata nel film “Tutti a Hollywood con i Muppet”.

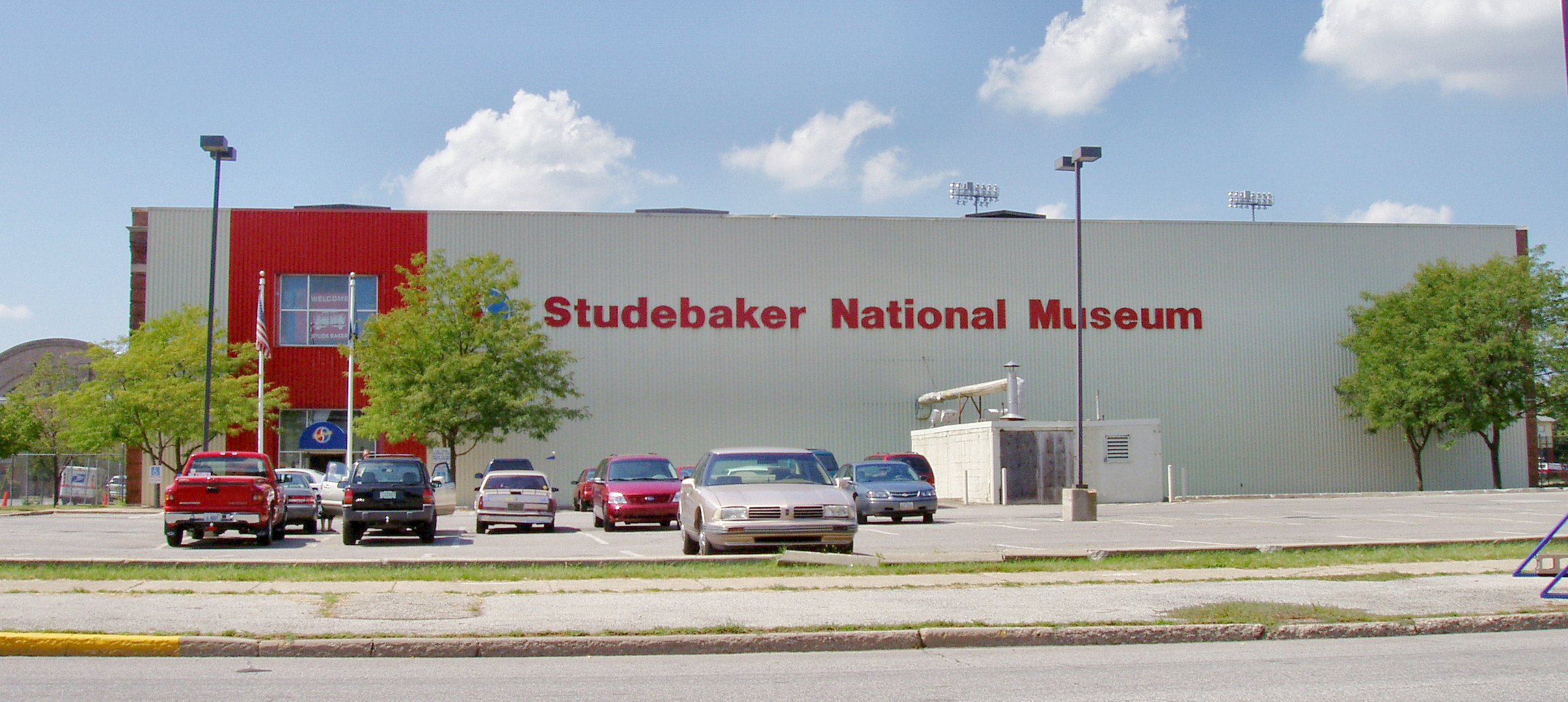
La vecchia sede dello Studebaker National Museum

## Localizzazione
Nel novembre del 2005 il museo aprì una nuova sede su Chapin Street, vicino al Northern Indiana Center for History. L'architettura del nuovo edificio richiamava lo stile degli stabilimenti produttivi Studebaker. Il Museo Nazionale di Studebaker è aperto tutti i giorni dalle 10:00 alle 17:00. tranne la domenica dalle 12:00 fino alle 17:00.